# Tom Kalender

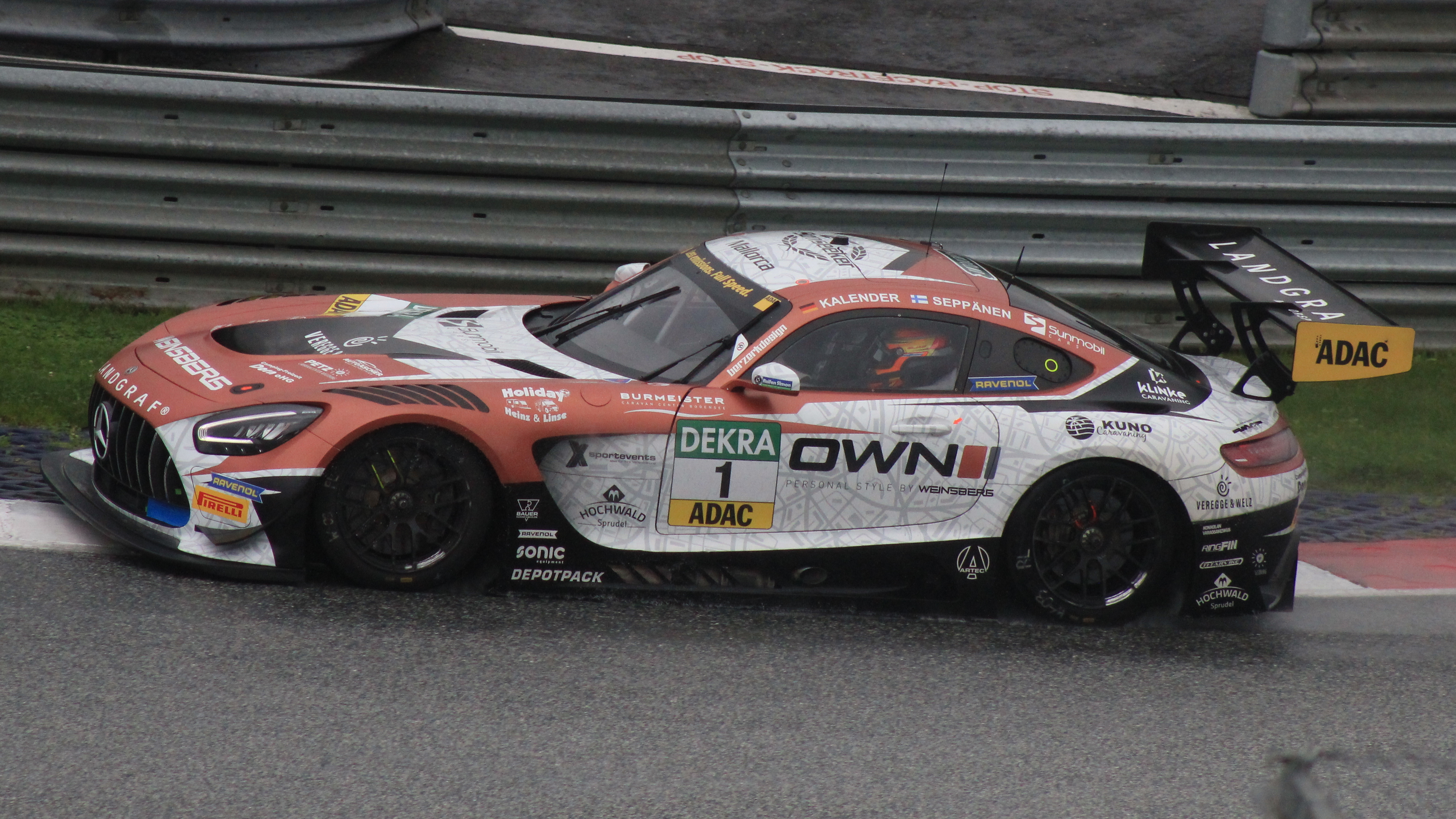
Mercedes-AMG GT3 Evo, gefahren von Tom Kalender und Elias Seppänen während der ADAC GT Masters 2024

Tom Kalender (* 27. März 2008 in Hamm (Sieg)) ist ein deutscher Automobilrennfahrer und ADAC GT Masters Meister 2024. Seit 2025 tritt er in der DTM an.

## Karriere

### Kart- und Formelsport
Tom Kalender begann im Jahr 2013 im Alter von fünf Jahren mit dem Kartsport. Seine erste vollständige Rennsaison absolvierte er im Jahr 2016, die er als Zweitplatzierter der Bambini-Light-Klasse in der Bundesmeisterschaft abschloss. Im darauffolgenden Jahr gewann er den Meistertitel im Westdeutschen ADAC Kart Cup. In den Jahren danach etablierte er sich als einer der besten Bambini-Piloten des Landes. Sowohl im ADAC Kart Masters als auch im Westdeutschen ADAC Kart Cup sicherte er sich weitere Meistertitel.
Anschließend stieg Kalender in die Junior-Klasse auf. Bereits in seiner ersten Saison beendete er das ADAC Kart Masters als bester Rookie in den Top-Fünf. Nach insgesamt sieben Jahren im Kartsport beendete er seine Kartkarriere nach dem Erreichen der Vize-Meisterschaft in der Deutschen Juniorenmeisterschaft.

### GT-Motorsport
Mit 16 Jahren und 31 Tagen gab er in der Saison 2024 in einem Mercedes-AMG GT3 Evo sein Debüt im ADAC GT Masters. Bereits bei seinem ersten Rennen erreichte er mit seinem Team Landgraf Motorsport einen Podiumsplatz und konnte sich einen Tag später in die Siegerliste eintragen. Im Verlauf seiner Teilnahme an der Serie erzielte er insgesamt fünf Saisonsiege und wurde dadurch der jüngste Champion in der Geschichte des ADAC GT Masters.
Im darauffolgenden Jahr debütierte er im Alter von 17 Jahren im Mercedes-AMG GT3 für das  Team Landgraf in der DTM, als damals jüngster Fahrer in der Geschichte dieser Rennsportserie.

## Statistik

### Karrierestationen
- 2013–2022: Kartsport
- 2023: Französische Formel-4-Meisterschaft (Platz 16)[4]
- 2024: ADAC GT Masters (Platz 1)
- 2025: DTM

### Einzelergebnisse im ADAC GT Masters
| Jahr | 1   | 2   | 3   | 4   | 5   | 6   | 7   | 8   | 9   | 10  | 11  | 12  | Punkte | Rang |
| ---- | --- | --- | --- | --- | --- | --- | --- | --- | --- | --- | --- | --- | ------ | ---- |
| 2024 | OSL | OSL | ZAN | ZAN | NÜR | NÜR | SPA | SPA | RBR | RBR | HOC | HOC | 253    | 1.   |
| 2024 | 2   | 1   | 1   | 8   | 2   | 6   | 1   | 6   | 3   | 1   | 3   | 1   | 253    | 1.   |

### Einzelergebnisse in der DTM
| Saison | Team          | Hersteller | 1   | 2   | 3   | 4   | 5   | 6   | 7   | 8   | 9   | 10  | 11  | 12  | 13  | 14  | 15  | 16  | Punkte | Rang |
| ------ | ------------- | ---------- | --- | --- | --- | --- | --- | --- | --- | --- | --- | --- | --- | --- | --- | --- | --- | --- | ------ | ---- |
| 2025   | Team Landgraf | Mercedes   | OSC | OSC | LAU | LAU | ZAV | ZAV | NOR | NOR | NÜR | NÜR | SAC | SAC | RBR | RBR | HOC | HOC | 8      | 22.  |
| 2025   | Team Landgraf | Mercedes   | 17  | 20  | 16  | 15  | 17  | 15  | 13  | DNF | 13  | 17  |     |     |     |     |     |     | 8      | 22.  |

| Legende  | Legende            | Legende                                                          |
| Farbe    | Abkürzung          | Bedeutung                                                        |
| -------- | ------------------ | ---------------------------------------------------------------- |
| Gold     | –                  | Sieg                                                             |
| Silber   | –                  | 2. Platz                                                         |
| Bronze   | –                  | 3. Platz                                                         |
| Grün     | –                  | Platzierung in den Punkten                                       |
| Blau     | –                  | Klassifiziert außerhalb der Punkteränge                          |
| Violett  | DNF                | Rennen nicht beendet (did not finish)                            |
| Violett  | NC                 | nicht klassifiziert (not classified)                             |
| Rot      | DNQ                | nicht qualifiziert (did not qualify)                             |
| Rot      | DNPQ               | in Vorqualifikation gescheitert (did not pre-qualify)            |
| Schwarz  | DSQ                | disqualifiziert (disqualified)                                   |
| Weiß     | DNS                | nicht am Start (did not start)                                   |
| Weiß     | WD                 | zurückgezogen (withdrawn)                                        |
| Hellblau | PO                 | nur am Training teilgenommen (practiced only)                    |
| Hellblau | TD                 | Freitags-Testfahrer (test driver)                                |
| ohne     | DNP                | nicht am Training teilgenommen (did not practice)                |
| ohne     | INJ                | verletzt oder krank (injured)                                    |
| ohne     | EX                 | ausgeschlossen (excluded)                                        |
| ohne     | DNA                | nicht erschienen (did not arrive)                                |
| ohne     | C                  | Rennen abgesagt (cancelled)                                      |
| ohne     | keine WM-Teilnahme |                                                                  |
| sonstige | P/fett             | Pole-Position                                                    |
| sonstige | 1/2/3/4/5/6/7/8    | Punktplatzierung im Sprint-/Qualifikationsrennen                 |
| sonstige | SR/kursiv          | Schnellste Rennrunde                                             |
| sonstige | *                  | nicht im Ziel, aufgrund der zurückgelegten Distanz aber gewertet |
| sonstige | ()                 | Streichresultate                                                 |
| sonstige | unterstrichen      | Führender in der Gesamtwertung                                   |